# Sustancia gris
La sustancia gris (o materia gris) corresponde a aquellas zonas del sistema nervioso central de color grisáceo integradas principalmente por somas neuronales y axones carentes de mielina junto con células gliales (neuroglia). En la médula espinal se aprecia en su centro y hacia los laterales, en forma de mariposa o letra H, mientras que en el cerebro ocupa la zona externa, con excepción de los internos ganglios basales que sirven como estaciones de relevo. En el cerebro se dispone en su superficie y forma la corteza cerebral, que corresponde a la organización más compleja de todo el sistema nervioso.
La sustancia gris, al carecer de mielina, no es capaz de transmitir rápidamente los impulsos nerviosos. Esta característica se asocia con la función del procesamiento de información, es decir, a la función del razonamiento.
La cantidad de esta sustancia muchas veces se considera directamente proporcional a la inteligencia de un ser vivo (sin llegar a ser una medida directa de esta). Sin embargo, eso no siempre se cumple: los delfines tienen más sustancia gris que el ser humano, lo que les da capacidades cerebrales distintas a las del ser humano.

## Sustancia gris en la médula espinal

Astas ventral y dorsal, y la zona intermedia señaladas con el número 1, 2 y 3, respectivamente

Antes de la citoconfiguración de Rexed, la sustancia gris de la médula espinal se presentaba en un centro, con sus pares de astas dorsales, ventrales e intermedias:
- Asta dorsal: el asta posterior recibe axones de los ganglios dorsales a través de las raíces homónimas y contiene haces sensitivos. Comprende el núcleo posteromarginal, la sustancia gelatinosa y el núcleo propio.
- Asta intermediolateral: solo se encuentra en los segmentos torácicos y lumbares superiores de la médula. Contiene neuronas preganglionares simpáticas.
- Asta ventral: o asta anterior, se compone de axones de neuronas multipolares motoras.
- Zona intermedia: contiende el núcleo dorsal de Clarke y un gran número de interneuronas.

## Tipos de neuronas
- Neuronas radiculares: se encuentran en el asta anterior de la médula. Tienen un tamaño y forma variables. Su axón sale directamente del sistema nervioso central, forma parte de las raíces anteriores y tienen una trayectoria homolateral. Se pueden clasificar en motoneuronas alfa y motoneuronas gamma que pertenecen al sistema nervioso somático y las protoneuronas vegetativas que pertenecen al sistema nervioso vegetativo.
  - Motoneuronas alfa: tienen un soma de forma estrellado y de gran tamaño (30-100 µm). Tienen dendritas largas y ramificadas. Su axón sale con las fibras aferentes del asta anterior, se mieliniza y pasa a formar parte de las fibras de nervios raquídeos, finalmente toman contacto con la placa motora muscular.
  - Motoneuronas gamma: tienen, al igual que las anteriores, un soma de forma estrellada, pero son de menor tamaño que estas últimas. Se encuentran en el asta anterior de la sustancia gris de la médula, entre las motoneuronas alfa. Sus dendritas son numerosas y su axón delgado y mielinizado que se une a las fibras de asta anterior y los nervios raquídeos, hasta que hace sinapsis en las fibras musculares interhusales, en el huso neuromuscular.
  - Protoneuronas vegetativas o preganglionares: las encontramos en el asta laterar hacia los niveles (D1-L1) y cuyas astas posteriores y anteriores se unen en los niveles S2-S4. El soma de estas neuronas es fusiforme y las dendritas se originan en los polos del soma neuronal. El axón es delgado, mielinizado y se extiende por las raíces anteriores dirigiéndose hacia los ganglios vegetativos donde establece conexión con otras neuronas.
- Neuronas cordonales: son de asociación vertical y horizontal. Se encuentran distribuidas por toda la sustancia gris medular. Son multipolares y de soma estrellado. Sus dendritas son cortas y ramificadas. Su axón sale a la sustancia blanca, donde se mieliniza y se incorpora a los cordones medulares de la sustancia blanca. Entre ellas también encontramos neuronas sensitivas. El axón puede ser homolateral (cordones del mismo lado), heterolaterales (cordones del lado opuesto), comisurales, bilaterales (cordones a ambos lados) y pluricordonales (más de un cordón). Su asociación entre las neuronas son intersegmentaria, intrasegmentarias y suprasegmentarias, dentro de las cuales pueden ser espinocerebelosas y espinotalámicas, dando lugar estas últimas a las fuliculares.
- Neuronas Golgi tipo II o de axón corto: son de asociación horizontal. Son interneuronas, distribuidas en toda la sustancia gris de la médula. Su soma es pequeño y estrellado. Son multipolares. El axón se ramifica extensamente y establece contacto con neuronas medulares próximas. No sale de la sustancia gris medular.
- Ganglio espinal: aunque no están en la médula, sus conexiones son hacia la médula y desde la médula.

## Consideraciones
Debemos recordar que la médula espinal no es sólo un lugar de paso para las estructuras del SNC hacia la periferia, sino que ella también es capaz de organizar respuestas por sí sola, por ejemplo, reflejos simples como el patelar o rotuliano a través de sus sustancia gris. Desde el punto de vista sensitivo actúa como un filtro sensorial que selecciona estímulos que van hacia los centros suprasegmentarios.
Los reflejos medulares son la unidad morfo-funcional del sistema nervioso. Se define como una respuesta motriz de tipo involuntaria que ocurre inmediatamente después de aplicar un estímulo en particular, y que puede ser o no consciente. Si la respuesta no es inmediata no puede ser considerada un reflejo. Otra característica de la respuesta refleja es que parece presentarse y ejecutarse con un fin determinado, y la respuesta se coordina y adapta en vista de tal fin.
Estos reflejos (propioceptivos) permiten evaluar diferentes segmentos medulares.
La base anatómica del reflejo es el arco reflejo, cuyos componentes básicos son:
- órgano receptor
- neurona aferente
- neurona eferente
- órgano efector

Existen arcos reflejos que involucran solo una sinapsis, se denominan arcos reflejos monosinápticos; por ello, el tiempo entre la aplicación del estímulo y la aplicación del reflejo es muy pequeño (período latente breve), como sucede en los reflejos patelar y corneal.
Los arcos reflejos cumplen importantes funciones, entre ellas, la mantenimiento del tono muscular y por ende, la postura corporal. De hecho, el movimiento puede considerarse como una expresión motora de un conjunto de respuestas reflejas influenciadas por el encéfalo.
Los reflejos tienen una localización perfecta y estricta, o sea, originan siempre una respuesta que ocurre siempre en el mismo sitio. Se ha demostrado que después de la descarga normal de la neurona eferente sobre el órgano efector viene un período prolongado de descarga asincrónica. Este suceso se explica por la presencia de colaterales del axón de la neurona aferente, que hacen el papel de interneuronas y vuelven a sinaptar con la neurona eferente, produciendo una descarga prolongada luego del impulso inicial. Luego de ocurrido el reflejo, viene un período refractario, en el cual no es posible una respuesta refleja ante un estímulo.
Los centros reflejos son muy susceptibles a la hipoxia y a ciertos fármacos, y es por ello que la ausencia o cualquier alteración de la actividad refleja juega un papel preponderante en el diagnóstico clínico.
Existen dos propiedades de los reflejos medulares que deben considerarse:
- La ley de la inervación recíproca: Indica que los reflejos extensor y flexor de un mismo miembro no pueden realizarse simultáneamente. Se cree que la neurona aferente que llega al músculo flexor envía colaterales a la neurona(s) que controlan al músculo extensor para inhibirlo.
- El reflejo de extensión cruzado: Al provocar el reflejo de flexión en el miembro inferior de un lado, el miembro del otro lado se hiperextiende. Si se estimula alternativamente la planta de un pie y del otro, se produce un movimiento de pedaleo. Estas respuestas también han sido observadas en el miembro superior, pero son menos frecuentes.

Los reflejos segmentarios son fuertemente influenciados por centros neuronales superiores a través de los tractos descendentes largos que forman parte de las grandes vías eferentes. Así, la sección transversal de la médula espinal involucra la pérdida de estas influencias y causa un estado de depresión funcional de toda la región corporal, que depende de los segmentos medulares bajo la sección. Esta respuesta se caracteriza por una parálisis flácida, gran vasodilatación e hipotensión arterial, incontinencia urinaria y fecal y ausencia de reflejos (arreflexia). Esta etapa transitoria de shock espinal evoluciona hacia una rigidez de decerebración, caracterizada por la aparición de los reflejos segmentarios y aumento del tono muscular, debido a una hiperactividad de las neuronas eferentes gamma sobre los husos musculares, descontroladas porque no tienen control de los centros superiores (automatismo medular). Se admite corrientemente que la acción de la corteza motora y la vía piramidal inhiben el tono muscular. Es por ello que en la rigidez de decerebración, por lesión de la vía corticoespinal, se observa una marcada hipertonía. Algunos investigadores afirman que en realidad la corteza motora es una gran potencializadora del tono muscular y que el área premotora (porción anterior al giro precentral) es la que genera los impulsos inhibitorios que descienden a través de la vía piramidal.
La lesión de las vías piramidales y la corteza motora no produce hipertonía si no se lesiona al mismo tiempo el área premotora o las vías extrapiramidales.
De este modo, se ha llegado a la conclusión de que la hipertonía es en realidad extrapiramidal y no piramidal.
Un corte incompleto de la médula espinal que involucre todos los tractos excepto el vestibuloespinal, produce un dominio marcado del incremento del tono en los músculos extensores más que en los flexores (paraplejía en extensión). La sección de todos los tractos produce una flexión como respuesta a reflejos y una disminución del tono de los músculos extensores (paraplejía en flexión).
Cuando las motoneuronas inferiores van atravesando la sustancia blanca camino a formar las raíces anteriores de los nervios espinales, emiten colaterales que hacen sinapsis con unas neuronas de tipo Golgi II colinérgicas denominadas células de Renshaw. Estas interneuronas vuelven a hacer sinapsis con motoneuronas inferiores cercanas, formando un circuito reverberante que inhibe la actividad de estas últimas. Por ello, la estimulación de cada motoneurona tiende a inhibir las neuronas motoras circundantes. Este sistema de inhibición recurrente muestra que el sistema motor hace uso del principio de la inhibición lateral para permitir la transmisión de la señal primaria sin que disminuya su intensidad, al mismo tiempo que suprime la tendencia a diseminarse por las neuronas adyacentes.
Las fibras de las raíces posteriores no sólo terminan en su segmento medular. Una considerable parte de ellas se bifurcan al penetrar a la médula y se dividen en ramas ascendentes y descendentes que emiten colaterales hacia el cuerno posterior hasta que ellas mismas terminan en la sustancia de segmentos superiores o inferiores. Muchas ramas descendentes se agrupan formando tractos que corren en la columna blanca posterior y establecen conexiones intersegmentarias.
Las interneuronas del cuerno posterior extienden sus axones a la sustancia blanca cerca de la sustancia gris, constituyendo los fascículos propios. Su interrupción produce trastornos en los reflejos intersegmentarios. Son muy importantes en funciones reguladoras automáticas medulares como las que controlan la micción en segmentos lumbosacros o los que intervienen en el control sinérgico de los músculos respiratorios en la porción superior de la médula espinal.
La organización suprasegmentaria comprende los tractos ascendentes largos que llevan impulsos aferentes a centros encefálicos, y los tractos descendentes largos por los cuales estos centros neuronales superiores influyen en las motoneuronas inferiores.